# Artur Soares Dias
Artur Manuel Ribeiro Soares Dias (Vila Nova de Gaia, 14 juli 1979) is een Portugees voetbalscheidsrechter. Hij is in dienst van FIFA en UEFA sinds 2010. Ook leidt hij sinds 2006 wedstrijden in de Primeira Liga.
Op 10 september 2006 leidde Soares Dias zijn eerste wedstrijd in de Portugese nationale competitie. Tijdens het duel tussen Académica Coimbra en Naval 1º de Maio (1–2 voor Naval) trok de leidsman viermaal de gele en eenmaal de rode kaart. In Europees verband debuteerde hij tijdens een wedstrijd tussen Borac Banja Luka en FC Lausanne-Sport in de voorronde van de UEFA Europa League; het eindigde in 1–2 en Soares Dias gaf vier gele kaarten. Zijn eerste interland floot hij op 11 oktober 2013, toen Frankrijk met 6–0 won van Australië. Tijdens dit duel gaf Soares Dias alleen Luke Wilkshire een gele kaart.
In april 2024 werd hij gekozen als een van de scheidsrechters die actief zouden zijn op het EK 2024 in Duitsland. Tijdens het toernooi floot hij twee groepswedstrijden en een achtste finale.

## Interlands
| Datum             | Plaats                          | Wedstrijd                      | Uitslag | Competitie             | Kreeg geel | Kreeg voor de tweede keer geel en dus rood | Weggestuurd |
| ----------------- | ------------------------------- | ------------------------------ | ------- | ---------------------- | ---------- | ------------------------------------------ | ----------- |
| 11 oktober 2013   | Parijs, Frankrijk               | Frankrijk – Australië          | 6 – 0   | Vriendschappelijk      | 1          | 0                                          | 0           |
| 29 maart 2015     | Ploiești, Roemenië              | Roemenië – Faeröer             | 1 – 0   | EK 2016 kwalificatie   | 3          | 0                                          | 0           |
| 7 september 2015  | Bordeaux, Frankrijk             | Frankrijk – Servië             | 2 – 1   | Vriendschappelijk      | 3          | 0                                          | 0           |
| 10 oktober 2015   | Zagreb, Kroatië                 | Kroatië – Bulgarije            | 3 – 0   | EK 2016 kwalificatie   | 3          | 0                                          | 0           |
| 27 mei 2016       | Dublin, Ierland                 | Ierland – Nederland            | 1 – 1   | Vriendschappelijk      | 1          | 0                                          | 0           |
| 3 juni 2016       | Boekarest, Roemenië             | Roemenië – Georgië             | 5 – 1   | Vriendschappelijk      | 1          | 0                                          | 0           |
| 4 september 2016  | Vilnius, Litouwen               | Litouwen – Slovenië            | 2 – 2   | WK 2018 kwalificatie   | 2          | 0                                          | 0           |
| 15 november 2016  | Milaan, Italië                  | Italië – Duitsland             | 0 – 0   | Vriendschappelijk      | 2          | 0                                          | 0           |
| 24 maart 2017     | Shkodër, Albanië                | Kosovo – IJsland               | 1 – 2   | WK 2018 kwalificatie   | 4          | 0                                          | 0           |
| 2 juni 2017       | Rennes, Frankrijk               | Frankrijk – Paraguay           | 5 – 0   | Vriendschappelijk      | 0          | 0                                          | 0           |
| 1 september 2017  | Attard, Malta                   | Malta – Engeland               | 0 – 4   | WK 2018 kwalificatie   | 0          | 0                                          | 0           |
| 14 november 2017  | Londen, Engeland                | Engeland – Brazilië            | 0 – 0   | Vriendschappelijk      | 2          | 0                                          | 0           |
| 7 september 2018  | Trabzon, Turkije                | Turkije – Rusland              | 1 – 2   | Nations League 2018/19 | 3          | 0                                          | 0           |
| 16 oktober 2018   | Brussel, België                 | België – Nederland             | 1 – 1   | Vriendschappelijk      | 3          | 0                                          | 0           |
| 22 maart 2019     | Londen, Engeland                | Engeland – Tsjechië            | 5 – 0   | EK 2020 kwalificatie   | 2          | 0                                          | 0           |
| 6 september 2019  | Hamburg, Duitsland              | Duitsland – Nederland          | 2 – 4   | EK 2020 kwalificatie   | 4          | 0                                          | 0           |
| 14 oktober 2019   | Pristina, Kosovo                | Kosovo – Montenegro            | 2 – 0   | EK 2020 kwalificatie   | 7          | 0                                          | 0           |
| 16 november 2019  | Sint-Petersburg, Rusland        | Rusland – België               | 1 – 4   | EK 2020 kwalificatie   | 1          | 0                                          | 0           |
| 3 september 2020  | Sivas, Turkije                  | Turkije – Hongarije            | 0 – 1   | Nations League 2020/21 | 5          | 0                                          | 0           |
| 18 november 2020  | Sarajevo, Bosnië en Herzegovina | Bosnië en Herzegovina – Italië | 0 – 2   | Nations League 2020/21 | 3          | 0                                          | 0           |
| 31 maart 2021     | Wenen, Oostenrijk               | Oostenrijk – Denemarken        | 0 – 4   | WK 2022 kwalificatie   | 1          | 0                                          | 0           |
| 16 juni 2021      | Bakoe, Azerbeidzjan             | Turkije – Wales                | 0 – 2   | EK 2020                | 4          | 0                                          | 0           |
| 22 juni 2021      | Londen, Engeland                | Tsjechië – Engeland            | 0 – 1   | EK 2020                | 1          | 0                                          | 0           |
| 2 september 2021  | Skopje, Noord-Macedonië         | Noord-Macedonië – Armenië      | 0 – 0   | WK 2022 kwalificatie   | 5          | 0                                          | 0           |
| 11 oktober 2021   | Maribor, Slovenië               | Slovenië – Rusland             | 1 – 2   | WK 2022 kwalificatie   | 7          | 0                                          | 0           |
| 16 november 2021  | Cardiff, Wales                  | Wales – België                 | 1 – 1   | WK 2022 kwalificatie   | 3          | 0                                          | 0           |
| 29 maart 2022     | Larnaca, Cyprus                 | Cyprus – Estland               | 2 – 0   | Nations League 2020/21 | 3          | 1                                          | 0           |
| 4 juni 2022       | Boedapest, Hongarije            | Hongarije – Engeland           | 1 – 0   | Nations League 2022/23 | 3          | 0                                          | 0           |
| 25 september 2022 | Wenen, Oostenrijk               | Oostenrijk – Kroatië           | 1 – 3   | Nations League 2022/23 | 4          | 0                                          | 0           |
| 27 maart 2023     | Dublin, Ierland                 | Ierland – Frankrijk            | 0 – 1   | EK 2024 kwalificatie   | 3          | 0                                          | 0           |
| 15 oktober 2023   | Warschau, Polen                 | Polen – Moldavië               | 1 – 1   | EK 2024 kwalificatie   | 7          | 0                                          | 0           |
| 16 november 2023  | Podgorica, Montenegro           | Montenegro – Litouwen          | 2 – 0   | EK 2024 kwalificatie   | 8          | 0                                          | 0           |
| 23 maart 2024     | Londen, Engeland                | Engeland – Brazilië            | 0 – 1   | Vriendschappelijk      | 1          | 0                                          | 0           |
| 16 juni 2024      | Hamburg, Duitsland              | Polen – Nederland              | 1 – 2   | EK 2024                | 1          | 0                                          | 0           |
| 20 juni 2024      | Frankfurt am Main, Duitsland    | Denemarken – Engeland          | 1 – 1   | EK 2024                | 4          | 0                                          | 0           |
| 2 juli 2024       | Leipzig, Duitsland              | Oostenrijk – Turkije           | 1 – 2   | EK 2024                | 4          | 0                                          | 0           |

Laatst bijgewerkt op 29 juli 2024.